# Guibourtia schliebenii
Guibourtia schliebenii é uma espécie vegetal da família Fabaceae.
Pode ser encontrada nos seguintes países: Moçambique e Tanzânia.